# Garota de Egtved

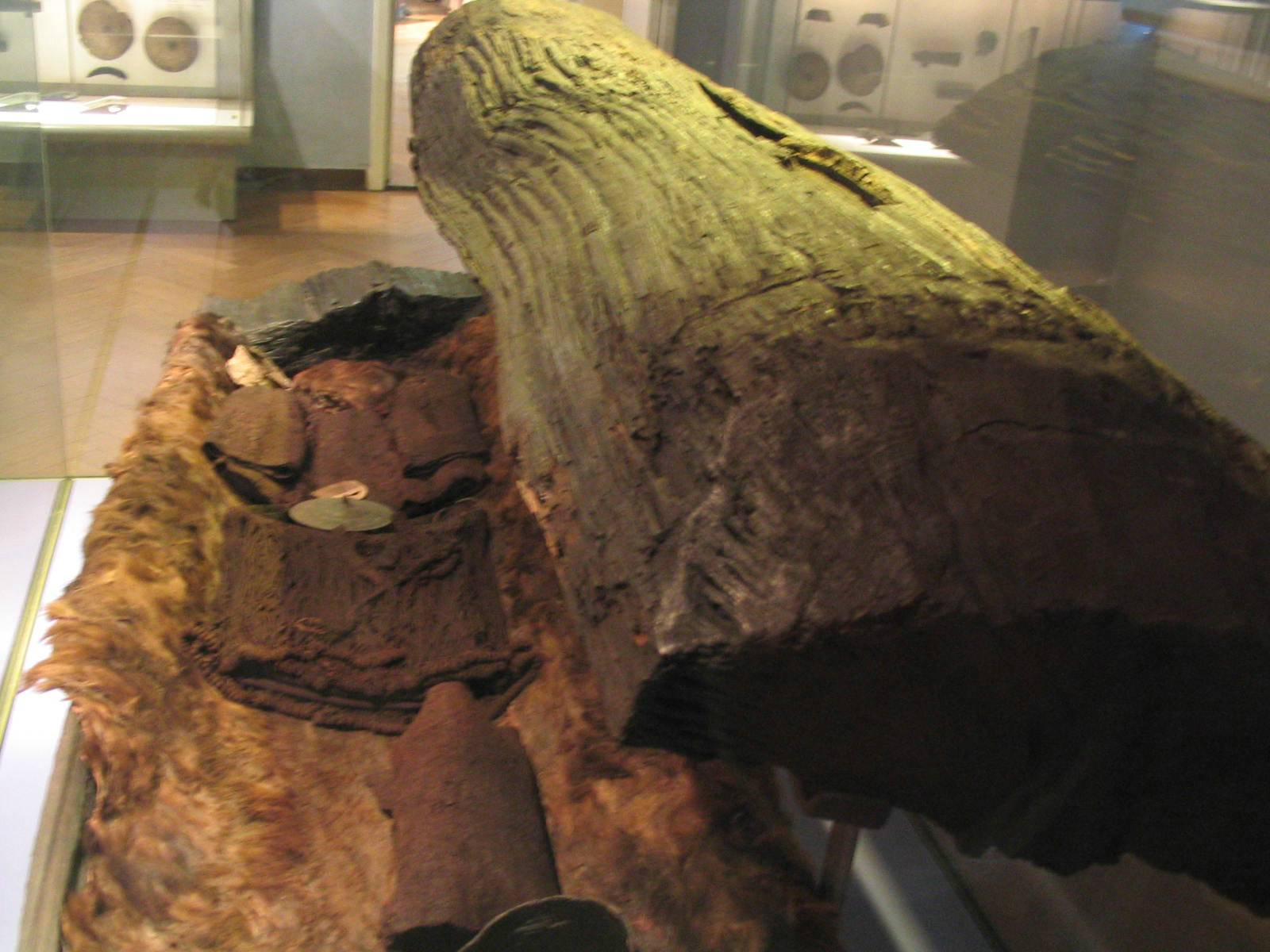
Caixão Treetrunk da garota Egtved no Museu Nacional da Dinamarca.

A Garota Egtved (c. 1390 – 1370 a.C.) foi uma garota da Idade do Bronze nórdica cujos restos bem preservados foram descobertos em Egtved, na Dinamarca, em 1921. Tinha a idade entre 16 e 18 anos na ocasião de sua morte, ela era magra, tinha 1,60 de altura, cabelos loiros e unhas bem aparadas. Seu enterro foi datado pela dendrocronologia em 1370 a.C. Ela foi descoberta junto com restos cremados de uma criança em um carrinho de mão, aproximadamente 30 metros de largura e 4 metros de altura. Apenas o cabelo, o cérebro, os dentes, as unhas e um pouco de sua pele permanecem preservados.

## Enterro
O carrinho de mão foi escavado em 1921 e um caixão foi encontrado em um alinhamento leste-oeste. Foi selado e transportado para o Museu Nacional da Dinamarca em Copenhague, onde foi aberto, revelando a Garota de Egtved.
No caixão, a menina estava envolvida em uma pele de boi. Ela usava um corpete solto com mangas atingindo o cotovelo. Ela tinha uma cintura nua e usava uma saia curta. Ela tinha pulseiras de bronze e um cinto de lã com um grande disco decorado com espirais e um espigão. A seus pés estavam os restos cremados de uma criança de 5 a 6 anos. Pela cabeça dela, havia uma pequena caixa de casca de bétula que continha um furador, alfinetes de bronze e uma rede de cabelo.
Antes de o caixão ser fechado, ela estava coberta com um cobertor e uma pele de boi. Pardal florido (indicando um enterro de verão) e um balde de cerveja feita de trigo, mel, murta e papaia foram colocados no topo. Sua roupa distinta, que causou sensação quando foi desenterrada na década de 1920, é o exemplo mais bem preservado de um estilo hoje conhecido por ser comum no norte da Europa durante a Idade do Bronze. A boa preservação da Garota de Egtved é devida às condições de pântanos ácidos do solo, que é uma condição comum desse local.

## Reconstrução
A roupa foi reconstruída para o Museu Nacional da Dinamarca pelo Centro Experimental Lejre e está em exibição no local. Um conjunto reconstruído de roupas, bem como detalhes da escavação, estão em exibição no museu da Garota de Egtved, no local da escavação.

## Origem e vida
O trabalho inicial de Margarita Frei, entre outros cientistas, em 2015, examinou isótopos químicos de estrôncio (Sr) dos dentes, unhas, cabelos e roupas da garota de Egtved, e com base neles, propôs que ela provavelmente vinha da região da Floresta Negra da Alemanha, mas se casou e se mudou para a Dinamarca, viajando posteriormente entre as duas áreas.
Entretanto, Thomsen e Andreasen (2019) mais tarde demonstraram que os dados isotópicos de estrôncio obtidos na área em que foram encontrados os restos mortais da menina foram utilizados por Margarita Frei para comparação com os dados de seus restos mortais e os efeitos pessoais foram contaminados pela adição de estrôncio da cal agrícola, devido à agricultura moderna na área de Egtved. Quando Thomsen e Andreasen analisaram amostras localmente de lugares não contaminados pela agricultura moderna, eles descobriram que a faixa de valores isotópicos de estrôncio no ambiente natural circundante correspondia aos da menina. Portanto, é mais plausível que ela tenha se originado e passado a vida inteira na área de Egtved, e não tenha ido muito longe, como proposto por Frei. Os resultados de Thomsen e Andreasen mostram que a menina viveu cerca de metade do ano em uma área - provavelmente no vale do rio em Egtved - e na outra metade do ano em outro lugar - provavelmente no platô local, talvez na prática da agricultura transumância e nas estações sazonais, movimento pastoral dentro de uma pequena área.
Em um artigo de 2019 baseado na análise de isótopos de estrôncio, Sophie Bergerbrant sugere uma origem da Suécia ou da Noruega para a Garota de Egtved.

## Galeria

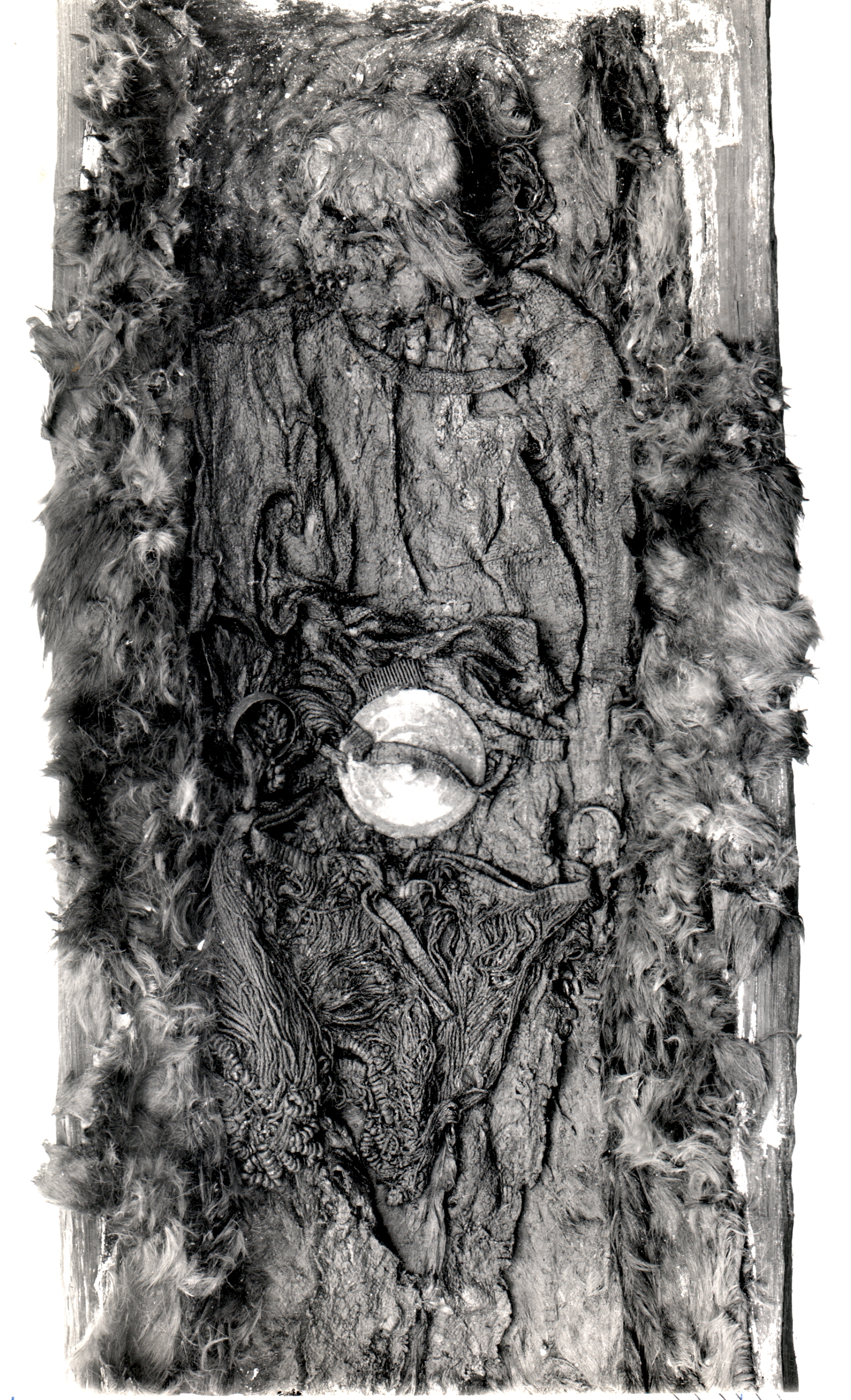
Restos da garota Egtved.
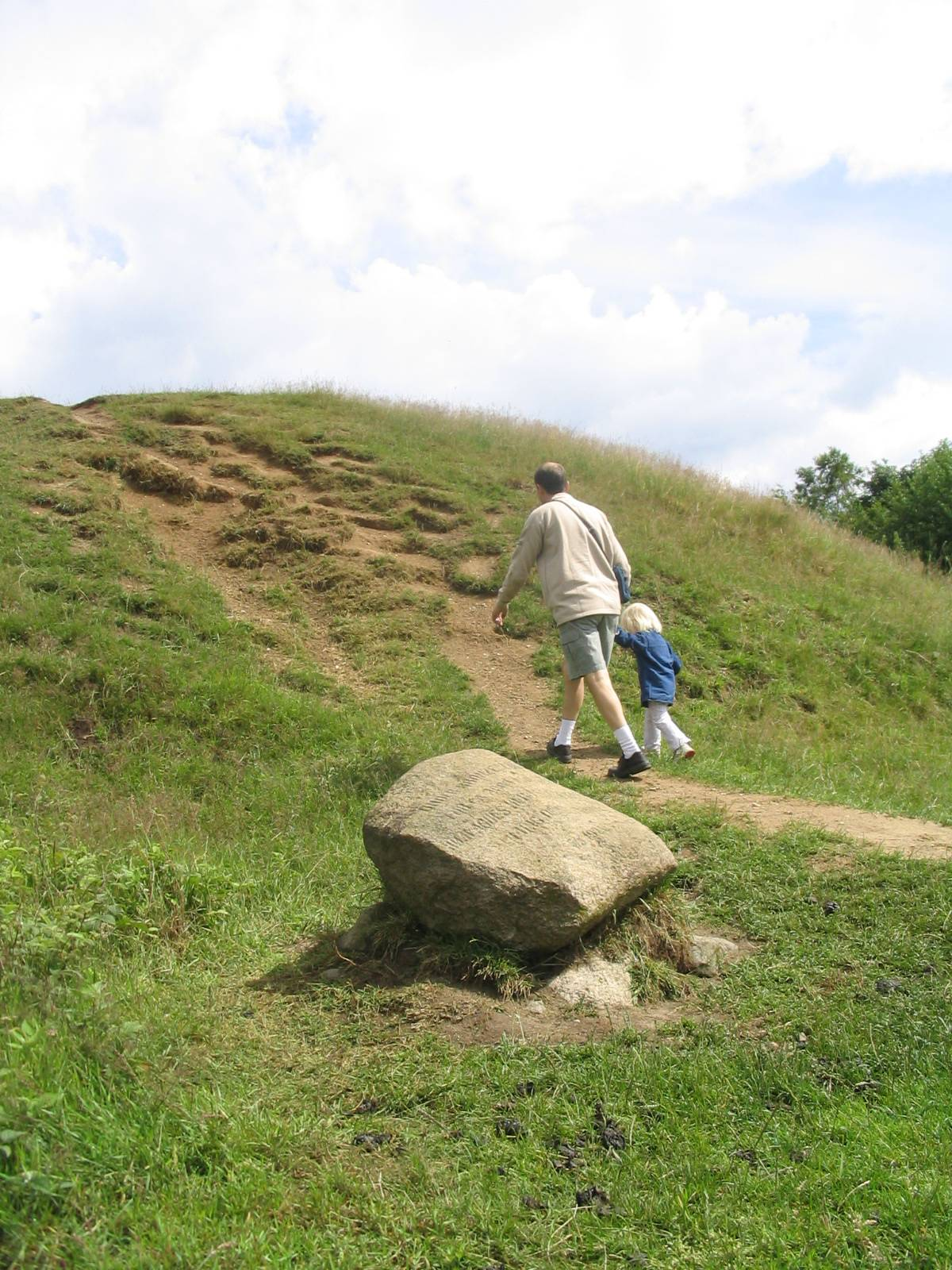
O carrinho de mão reconstruído.
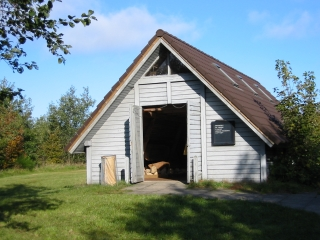
Museu da menina Egtved.